# Brutgebiet

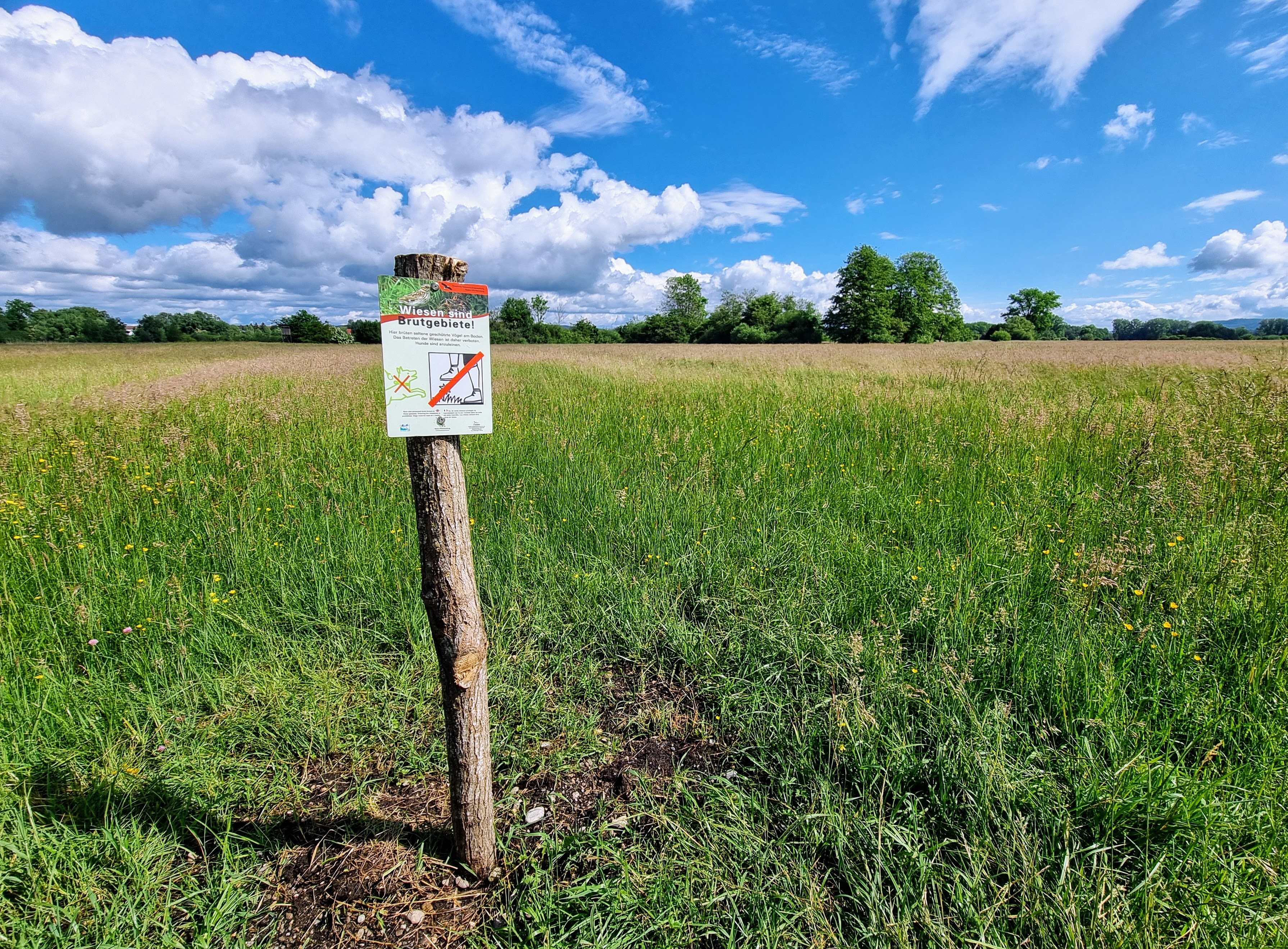
„Wiesen sind Brutgebiete!“
Hinweistafel im Hausener Aachried

Unter dem Brutgebiet einer Vogelart oder -population versteht man das Gebiet, in dem sie als Brutvogel auftritt, also regelmäßig brütet.
Davon zu unterscheiden sind Gebiete, in denen die Art sich außerhalb der Brutzeit aufhält, bei Zugvögeln der gemäßigten und kalten Zonen Überwinterungsgebiet genannt, und gegebenenfalls dazwischen liegende Rastgebiete. Bei dem extremen Langstreckenzieher Küstenseeschwalbe liegen die Brutgebiete überwiegend in der (Sub-) Arktis, die Überwinterungsgebiete dagegen in der Antarktis.